# سده ۳۴ (پیش از میلاد)
(سده سی‌وپنجم پ.م. - سده سی‌وچهارم پیش از میلاد مسیح - سده سی‌وسوم پ.م. - سده‌های دیگر)
قرن سی و چهارم پیش از میلاد، قرنی بود که از سال ۳۴۰۰ پیش از میلاد تا ۳۳۰۱ پیش از میلاد ادامه یافت.

## رخدادها
- ۳۴۰۰ (پیش از میلاد)؛ سومریان مُهرها را به ریخت استوانه‌ای درآوردند.
- فرهنگ نقاده در مصر باستان
- ریخت کهن خط میخی در واپسین دوره اوروک پدیدار شد.
- تدفین یک کودک در تپه تدفین اشلی پارک، ایرلند (حدود ۳۳۵۰ پیش از میلاد)[۱]

## چهره‌های سرشناس
- محاللیل پسر قینان (برپایه تورات)
- ۳۳۲۲ (پیش از میلاد)؛ زاده‌شدن فو هسی پادشاه افسانه‌ای چین
- ۳۳۰۰ (پیش از میلاد)؛ زندگی اوتسی مرد یخی